# Sydamerikanska mästerskapet i fotboll 1955
Sydamerikanska mästerskapet i fotboll 1955 spelades i Santiago, Chile och vanns av Argentina före Chile. Rodolfo Micheli från Argentina vann skytteligan med 8 gjorda mål. Samtliga matcher spelades på Estadio Nacional de Chile i Santiago.

## Gruppspel
| Nr | Lag       | S | V | O | F | GM | IM | MS  | P |
| -- | --------- | - | - | - | - | -- | -- | --- | - |
| 1  | Argentina | 5 | 4 | 1 | 0 | 18 | 6  | +12 | 9 |
| 2  | Chile     | 5 | 3 | 1 | 1 | 19 | 8  | +11 | 7 |
| 3  | Peru      | 5 | 2 | 2 | 1 | 13 | 11 | +2  | 6 |
| 4  | Uruguay   | 5 | 2 | 1 | 2 | 12 | 12 | 0   | 5 |
| 5  | Paraguay  | 5 | 1 | 1 | 3 | 7  | 14 | −7  | 3 |
| 6  | Ecuador   | 5 | 0 | 0 | 5 | 4  | 22 | −18 | 0 |

|  | 27 februari | Chile                                                                       | 7 – 1   | Ecuador         | Estadio Nacional, Santiago                            |                                                       |
|  |             | Hormazábal 27′, 47′, 53′ Díaz Zambrano 31′, 35′ Meléndez 33′ J. Robledo 55′ | (4 – 0) | Villacreses 64′ | Publik: 40 000 Domare: Washington Rodríguez (Uruguay) | Publik: 40 000 Domare: Washington Rodríguez (Uruguay) |
|  |             |                                                                             |         |                 | Publik: 40 000 Domare: Washington Rodríguez (Uruguay) | Publik: 40 000 Domare: Washington Rodríguez (Uruguay) |
|  |             |                                                                             |         |                 | Publik: 40 000 Domare: Washington Rodríguez (Uruguay) | Publik: 40 000 Domare: Washington Rodríguez (Uruguay) |

|  | 2 mars | Argentina                                    | 5 – 3   | Paraguay                            | Estadio Nacional, Santiago                   |                                              |
|  |        | Micheli 5′, 18′ (str.), 64′, 83′ Borello 74′ | (2 – 1) | Rolón 13′ Martínez 47′ Villalba 89′ | Publik: 35 000 Domare: Carlos Robles (Chile) | Publik: 35 000 Domare: Carlos Robles (Chile) |
|  |        |                                              |         |                                     | Publik: 35 000 Domare: Carlos Robles (Chile) | Publik: 35 000 Domare: Carlos Robles (Chile) |
|  |        |                                              |         |                                     | Publik: 35 000 Domare: Carlos Robles (Chile) | Publik: 35 000 Domare: Carlos Robles (Chile) |

|  | 6 mars | Chile                                                         | 5 – 4   | Peru                                                                | Estadio Nacional, Santiago                   |                                              |
|  |        | Muñoz 9′ J. Robledo 13′, 57′ Hormazábal 52′ Ramírez Banda 84′ | (2 – 1) | F. Castillo 35′ Barbadillo 62′ Heredia 63′ (str.) Gómez Sánchez 83′ | Publik: 50 000 Domare: Harry Dykes (England) | Publik: 50 000 Domare: Harry Dykes (England) |
|  |        |                                                               |         |                                                                     | Publik: 50 000 Domare: Harry Dykes (England) | Publik: 50 000 Domare: Harry Dykes (England) |
|  |        |                                                               |         |                                                                     | Publik: 50 000 Domare: Harry Dykes (England) | Publik: 50 000 Domare: Harry Dykes (England) |

|  | 9 mars | Uruguay                                | 3 – 1   | Paraguay  | Estadio Nacional, Santiago                           |                                                      |
|  |        | Borges 2′ Abbadie 5′ Míguez 86′ (str.) | (2 – 1) | Rolón 23′ | Publik: 48 000 Domare: Juan Regis Brozzi (Argentina) | Publik: 48 000 Domare: Juan Regis Brozzi (Argentina) |
|  |        |                                        |         |           | Publik: 48 000 Domare: Juan Regis Brozzi (Argentina) | Publik: 48 000 Domare: Juan Regis Brozzi (Argentina) |
|  |        |                                        |         |           | Publik: 48 000 Domare: Juan Regis Brozzi (Argentina) | Publik: 48 000 Domare: Juan Regis Brozzi (Argentina) |

|  | 9 mars | Argentina                                      | 4 – 0   | Ecuador | Estadio Nacional, Santiago                   |                                              |
|  |        | Bonelli 11′ Grillo 24′ Micheli 28′ Borello 71′ | (3 – 0) |         | Publik: 40 000 Domare: Carlos Robles (Chile) | Publik: 40 000 Domare: Carlos Robles (Chile) |
|  |        |                                                |         |         | Publik: 40 000 Domare: Carlos Robles (Chile) | Publik: 40 000 Domare: Carlos Robles (Chile) |
|  |        |                                                |         |         | Publik: 40 000 Domare: Carlos Robles (Chile) | Publik: 40 000 Domare: Carlos Robles (Chile) |

|  | 13 mars | Peru                                                   | 4 – 2   | Ecuador         | Estadio Nacional, Santiago                   |                                              |
|  |         | Gómez Sánchez 11′, 15′ Gonzabay 29′ (sjm.), 88′ (sjm.) | (3 – 1) | Matute 34′, 61′ | Publik: 50 000 Domare: Carlos Robles (Chile) | Publik: 50 000 Domare: Carlos Robles (Chile) |
|  |         |                                                        |         |                 | Publik: 50 000 Domare: Carlos Robles (Chile) | Publik: 50 000 Domare: Carlos Robles (Chile) |
|  |         |                                                        |         |                 | Publik: 50 000 Domare: Carlos Robles (Chile) | Publik: 50 000 Domare: Carlos Robles (Chile) |

|  | 13 mars | Chile                    | 2 – 2   | Uruguay         | Estadio Nacional, Santiago                           |                                                      |
|  |         | Muñoz 30′ Hormazábal 72′ | (1 – 2) | Galván 24′, 41′ | Publik: 50 000 Domare: Juan Regis Brozzi (Argentina) | Publik: 50 000 Domare: Juan Regis Brozzi (Argentina) |
|  |         |                          |         |                 | Publik: 50 000 Domare: Juan Regis Brozzi (Argentina) | Publik: 50 000 Domare: Juan Regis Brozzi (Argentina) |
|  |         |                          |         |                 | Publik: 50 000 Domare: Juan Regis Brozzi (Argentina) | Publik: 50 000 Domare: Juan Regis Brozzi (Argentina) |

|  | 18 mars | Paraguay              | 2 – 0   | Ecuador | Estadio Nacional, Santiago                   |                                              |
|  |         | Rolón 16′, 32′ (str.) | (2 – 0) |         | Publik: 35 000 Domare: Carlos Robles (Chile) | Publik: 35 000 Domare: Carlos Robles (Chile) |
|  |         |                       |         |         | Publik: 35 000 Domare: Carlos Robles (Chile) | Publik: 35 000 Domare: Carlos Robles (Chile) |
|  |         |                       |         |         | Publik: 35 000 Domare: Carlos Robles (Chile) | Publik: 35 000 Domare: Carlos Robles (Chile) |

|  | 18 mars | Argentina                | 2 – 2   | Peru                   | Estadio Nacional, Santiago                            |                                                       |
|  |         | Grillo 7′ Cecconatto 41′ | (2 – 1) | Gómez Sánchez 23′, 57′ | Publik: 23 000 Domare: Washington Rodríguez (Uruguay) | Publik: 23 000 Domare: Washington Rodríguez (Uruguay) |
|  |         |                          |         |                        | Publik: 23 000 Domare: Washington Rodríguez (Uruguay) | Publik: 23 000 Domare: Washington Rodríguez (Uruguay) |
|  |         |                          |         |                        | Publik: 23 000 Domare: Washington Rodríguez (Uruguay) | Publik: 23 000 Domare: Washington Rodríguez (Uruguay) |

|  | 20 mars | Chile                                           | 5 – 0   | Paraguay | Estadio Nacional, Santiago                            |                                                       |
|  |         | Meléndez 10′, 52′ Muñoz 77′, 79′ Hormazábal 82′ | (1 – 0) |          | Publik: 55 000 Domare: Washington Rodríguez (Uruguay) | Publik: 55 000 Domare: Washington Rodríguez (Uruguay) |
|  |         |                                                 |         |          | Publik: 55 000 Domare: Washington Rodríguez (Uruguay) | Publik: 55 000 Domare: Washington Rodríguez (Uruguay) |
|  |         |                                                 |         |          | Publik: 55 000 Domare: Washington Rodríguez (Uruguay) | Publik: 55 000 Domare: Washington Rodríguez (Uruguay) |

|  | 23 mars | Peru      | 1 – 1   | Paraguay  | Estadio Nacional, Santiago                           |                                                      |
|  |         | Terry 33′ | (1 – 0) | Rolón 65′ | Publik: 25 000 Domare: Juan Regis Brozzi (Argentina) | Publik: 25 000 Domare: Juan Regis Brozzi (Argentina) |
|  |         |           |         |           | Publik: 25 000 Domare: Juan Regis Brozzi (Argentina) | Publik: 25 000 Domare: Juan Regis Brozzi (Argentina) |
|  |         |           |         |           | Publik: 25 000 Domare: Juan Regis Brozzi (Argentina) | Publik: 25 000 Domare: Juan Regis Brozzi (Argentina) |

|  | 23 mars | Uruguay                                         | 5 – 1   | Ecuador           | Estadio Nacional, Santiago                         |                                                    |
|  |         | Galván 4′ Míguez 12′ Abbadie 26′, 80′ Pérez 54′ | (3 – 1) | Matute 36′ (str.) | Publik: 25 000 Domare: Roberto González (Paraguay) | Publik: 25 000 Domare: Roberto González (Paraguay) |
|  |         |                                                 |         |                   | Publik: 25 000 Domare: Roberto González (Paraguay) | Publik: 25 000 Domare: Roberto González (Paraguay) |
|  |         |                                                 |         |                   | Publik: 25 000 Domare: Roberto González (Paraguay) | Publik: 25 000 Domare: Roberto González (Paraguay) |

|  | 27 mars | Argentina                                          | 6 – 1   | Uruguay    | Estadio Nacional, Santiago                   |                                              |
|  |         | Micheli 37′, 61′ Labruna 39′, 71′, 87′ Borello 76′ | (2 – 1) | Míguez 32′ | Publik: 35 000 Domare: Carlos Robles (Chile) | Publik: 35 000 Domare: Carlos Robles (Chile) |
|  |         |                                                    |         |            | Publik: 35 000 Domare: Carlos Robles (Chile) | Publik: 35 000 Domare: Carlos Robles (Chile) |
|  |         |                                                    |         |            | Publik: 35 000 Domare: Carlos Robles (Chile) | Publik: 35 000 Domare: Carlos Robles (Chile) |

|  | 30 mars | Peru                              | 2 – 1   | Uruguay   | Estadio Nacional, Santiago                   |                                              |
|  |         | R. Castillo 11′ Gómez Sánchez 68′ | (1 – 0) | Morel 72′ | Publik: 65 000 Domare: Carlos Robles (Chile) | Publik: 65 000 Domare: Carlos Robles (Chile) |
|  |         |                                   |         |           | Publik: 65 000 Domare: Carlos Robles (Chile) | Publik: 65 000 Domare: Carlos Robles (Chile) |
|  |         |                                   |         |           | Publik: 65 000 Domare: Carlos Robles (Chile) | Publik: 65 000 Domare: Carlos Robles (Chile) |

|  | 30 mars | Argentina   | 1 – 0   | Chile | Estadio Nacional, Santiago                            |                                                       |
|  |         | Micheli 59′ | (0 – 0) |       | Publik: 65 000 Domare: Washington Rodríguez (Uruguay) | Publik: 65 000 Domare: Washington Rodríguez (Uruguay) |
|  |         |             |         |       | Publik: 65 000 Domare: Washington Rodríguez (Uruguay) | Publik: 65 000 Domare: Washington Rodríguez (Uruguay) |
|  |         |             |         |       | Publik: 65 000 Domare: Washington Rodríguez (Uruguay) | Publik: 65 000 Domare: Washington Rodríguez (Uruguay) |

## Målskyttar
8 mål
- Rodolfo Micheli

6 mål
- Enrique Hormazabal
- Oscar Gómez Sánchez

5 mål
- Maximo Rolón

4 mål
- Manuel Muñoz

3 mål

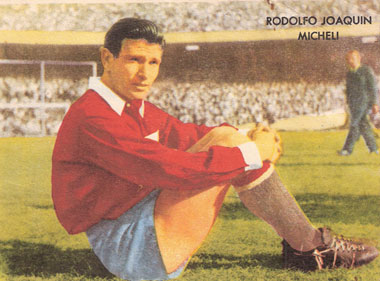
Rodolfo Micheli vann skytteligan med 8 gjorda mål i turneringen.

- José Borrello, Ángel Labruna
- Jorge Oliver Robledo,  René Meléndez
- Isidro Matute
- Julio César Abbadie, Américo Galván, Óscar Míguez

2 mål
- Ernesto Grillo
- Guillermo Díaz Zambrano

1 mål
- Ricardo Bonelli, Carlos Cecconatto
- Jaime Ramírez Banda
- Washington Villacreses
- Eulogio Martínez, Salvador Villalba
- Guillermo Barbadillo, Félix Castillo, Cornelio Heredia, Roberto Castillo, Alberto Terry
- Carlos Borges, Julio Gervasio Pérez, Walter Morel

Självmål
- Honorato Gonzabay, 2 självmål för Peru